# Rue Riverside
La rue Riverside est une rue de Saint-Lambert sur la Rive-Sud de Montréal.

## Situation et accès
La rue Riverside débute comme continuité du boulevard Marie-Victorin de Brossard à l'ouest du boulevard Simard et se termine au chemin Tiffin en devenant la rue Saint-Charles de Longueuil. Elle longe l'autoroute 20 / route 132 sur la majorité de sa longueur.

## Origine du nom
La rue Riverside (Bord-de-l'Eau en anglais) a été nommée du fait qu'elle était située sur les berges du fleuve Saint-Laurent avant la construction de l'ancienne route 3 (actuelle autoroute 20 / route 132 dans les années 1960.

## Historique
La rue Riverside a perdu une partie de son charme résidentiel et historique avec la construction de la voie maritime du Saint-Laurent en 1959, suivie de celle de l'autoroute en 1964.
Entre 2012 et 2014, un vaste projet de modernisation a été entrepris pour reconstruire les infrastructures souterraines, séparer les égouts sanitaires et pluviaux, et réaménager l'espace public.

## Bâtiments remarquables et lieux de mémoire
- Collège Champlain
- Musée Marsil